# Mitteldeutsche Fußballmeisterschaft 1908/09

SC Erfurt 95 – Mitteldeutscher Fußballmeister 1909

Die Mitteldeutsche Fußballmeisterschaft 1908/09 des Verbandes Mitteldeutscher Ballspiel-Vereine (VMBV) war die achte Spielzeit der Mitteldeutschen Fußballmeisterschaft. Die diesjährige Meisterschaft wurde erneut mittels regionaler Gauligen ausgetragen deren Sieger in einer K.-o.-Runde aufeinandertrafen. Durch einen knappen 5:4-Erfolg über den Halleschen FC 1896 konnte der SC Erfurt 1895 seinen ersten und auch einzigen Mitteldeutschen Meistertitel gewinnen. Durch diesen Sieg qualifizierten sich die Thüringer für die deutsche Fußballmeisterschaft 1908/09 und erreichten nach einem 4:3-Sieg nach Verlängerung gegen den SC Alemannia Cottbus das Halbfinale. Dort scheiterten die Erfurter durch eine deutliche 1:9-Niederlage am späteren Titelträger FC Phönix Karlsruhe.

## Modus
Auf dem 17. Verbandstag des V.M.B.V. am 29. und 30. August 1908 wurde bekannt gegeben, dass der Verband 148 Vereine und 7858 Mitglieder umfasse. Erneut waren alle teilnehmenden Vereine in der Saison 1908/09 in sieben Bezirke (Gaue) eingeteilt, deren Sieger die Mitteldeutsche Fußballmeisterschaft ausspielten. Am 13. September 1908 wurde in Aschersleben, auf Bemühungen des SC Thale hin, der Gau Harz gegründet, welcher jedoch erst am 8. März 1909 offiziell Mitglied im überregionalen Verband wurde.
Der am 16. Februar 1908 in Coburg gegründete Verband: Vereinigung Thüringisch-Fränkischer Ballspiel-Vereine, war noch nicht Mitglied im VMBV und spielte somit weiterhin eine eigene Meisterschaft aus.
| Gau             | Gaumeister                   |
| --------------- | ---------------------------- |
| Nordwestsachsen | VfB Leipzig                  |
| Ostsachsen      | Dresdner SC                  |
| Südwestsachsen  | Mittweidaer FC 1899          |
| Saale           | Hallescher FC 1896           |
| Mittelelbe      | Magdeburger FC Viktoria 1896 |
| Thüringen       | SC Erfurt 1895               |
| Vogtland        | FC Apelles Plauen            |

## Gau I – Nordwestsachsen
Der Gau Nordwestsachsen war in dieser Saison wiederum in zwei Abteilungen untergliedert, deren Sieger die Nordwestsächsische Fußballmeisterschaft und somit auch den Teilnehmer an der Mitteldeutschen Meisterschaft ausspielten. Die jeweils Letztplatzierten beider Abteilungen trugen ein Entscheidungsspiel aus, dessen Verlierer gegen den Gewinner der zweitklassigen Kreisklasse in einem Relegationsspiel anzutreten hatte.

### Abteilung A
| Pl. | Verein                      | Sp. | S | U | N | Tore    | Quote | Punkte |
| --- | --------------------------- | --- | - | - | - | ------- | ----- | ------ |
| 1.  | VfB Leipzig                 | 8   | 5 | 1 | 2 | 031:120 | 2,58  | 11:50  |
| 2.  | SpVgg 1899 Leipzig-Lindenau | 8   | 5 | 1 | 2 | 020:170 | 1,18  | 11:50  |
| 3.  | Leipziger BC 1893           | 7   | 2 | 1 | 4 | 012:130 | 0,92  | 05:90  |
| 4.  | FV Sachsen 1902 Leipzig (N) | 7   | 2 | 1 | 4 | 014:220 | 0,64  | 05:90  |
| 5.  | BV Olympia 1896 Leipzig     | 8   | 1 | 0 | 7 | 004:170 | 0,24  | 02:14  |

Die Partien: [1] Leipziger BC vs. Olympia Leipzig, sowie [2] Olympia Leipzig vs. Leipziger BC, wurden jeweils als Niederlage für beide Vereine gewertet.
| (N) | Aufsteiger |

Entscheidungsspiel Platz 1
| Datum         |             | Ergebnis  |                             | Ort     |
| ------------- | ----------- | --------- | --------------------------- | ------- |
| 28. März 1909 | VfB Leipzig | 4:1 (2:0) | SpVgg 1899 Leipzig-Lindenau | Leipzig |

### Abteilung B
| Pl. | Verein                     | Sp. | S | U | N | Tore    | Quote | Punkte |
| --- | -------------------------- | --- | - | - | - | ------- | ----- | ------ |
| 1.  | FC Wacker Leipzig (MM)&(M) | 8   | 8 | 0 | 0 | 040:500 | 8,00  | 16:0   |
| 2.  | FC Britannia 1899 Leipzig  | 8   | 4 | 0 | 4 | 016:700 | 2,29  | 08:80  |
| 3.  | VfR 1902 Leipzig           | 8   | 3 | 0 | 5 | 007:380 | 0,18  | 06:10  |
| 4.  | FC Sportfreunde Leipzig    | 8   | 2 | 0 | 6 | 012:200 | 6,00  | 04:12  |
| 5.  | FC Fortuna Leipzig         | 8   | 2 | 0 | 6 | 006:290 | 0,21  | 04:12  |

Das Spiel: Sportfreunde Leipzig' vs. Britannia Leipzig, wurde als Niederlage für beide Mannschaften gewertet.
| (MM) | Titelverteidiger Mitteldeutschland |
| (M)  | Titelverteidiger Nordwestsachsen   |

Entscheidungsspiel um Platz 4

Der VfR 1902 Leipzig hätte die Saison ohne die Entscheidungen am Grünen Tisch nur mit 4 Punkten abgeschlossen. Daher wurde eine sportliche Entscheidung um den letzten Platz ausgespielt.
| Datum         |                      | Ergebnis |                  | Platz                 |
| ------------- | -------------------- | -------- | ---------------- | --------------------- |
| 27. Juni 1909 | Sportfreunde Leipzig | 4:0      | VfR 1902 Leipzig | Wacker-Platz, Leipzig |

### Relegation
Die Letztplatzierten beider Abteilungen trugen ein Entscheidungsspiel aus. Der Verlierer dieser Partie musste in die Relegation gegen den Sieger der 2. Klasse.
Entscheidungsspiel Teilnehmer Relegation
| Datum         |                                                   | Ergebnis    |                                                 | Platz                 |
| ------------- | ------------------------------------------------- | ----------- | ----------------------------------------------- | --------------------- |
| 4. Juli 1909  | BV Olympia Leipzig (Letztplatzierter Abteilung A) | 1:1 n. V. a | VfR 1902 Leipzig (Letztplatzierter Abteilung B) | Wacker-Platz, Leipzig |
| 18. Juli 1909 | BV Olympia Leipzig (Letztplatzierter Abteilung A) | 3:2         | VfR 1902 Leipzig (Letztplatzierter Abteilung B) | Sportplatz, Leipzig   |

Relegationsspiel
| Datum         |                      | Ergebnis |                  | Platz                  |
| ------------- | -------------------- | -------- | ---------------- | ---------------------- |
| 25. Juli 1909 | FC Eintracht Leipzig | 5:2      | VfR 1902 Leipzig | Olympia-Platz, Leipzig |

Damit stieg der FC Eintracht Leipzig in die 1. Klasse Nordwestsachsen auf. Der VfR 1902 Leipzig stieg in die 2. Klasse ab.

### Finale Nordwestsachsen
| Datum          |                                          | Ergebnis |                                        | Platz                  |
| -------------- | ---------------------------------------- | -------- | -------------------------------------- | ---------------------- |
| 4. April 1909  | FC Wacker Leipzig (Sieger Abteilung B B) | 2:1 b    | VfB Leipzig (Sieger Abteilung A)       | Olympia-Platz, Leipzig |
| 25. April 1909 | VfB Leipzig (Sieger Abteilung A)         | 4:1      | FC Wacker Leipzig (Sieger Abteilung B) | Sportplatz, Leipzig    |

## Gau II – Ostsachsen
Die 1. Klasse im Gau Ostsachsen wurde in dieser Saison mittels einer Gruppe ausgespielt. Der Sieger qualifizierte sich für die Mitteldeutsche Endrunde. Der Letztplatzierte musste in einem Relegationsspiel gegen den Sieger der 2. Klasse antreten.
| Pl. | Verein                  | Sp. | S | U | N | Tore    | Quote | Punkte |
| --- | ----------------------- | --- | - | - | - | ------- | ----- | ------ |
| 1.  | Dresdner SC (M)         | 10  | 9 | 0 | 1 | 039:900 | 4,33  | 18:20  |
| 2.  | BC Sportlust Dresden    | 10  | 6 | 2 | 2 | 048:270 | 1,78  | 14:60  |
| 3.  | FV 1900 Sachsen Dresden | 10  | 5 | 2 | 3 | 031:250 | 1,24  | 12:80  |
| 4.  | Guts Muts Dresden       | 10  | 2 | 2 | 6 | 019:400 | 0,48  | 06:14  |
| 5.  | Dresdner FC 1893        | 10  | 2 | 2 | 6 | 022:390 | 0,56  | 06:14  |
| 6.  | Dresdensia Dresden      | 10  | 1 | 2 | 7 | 014:330 | 0,42  | 04:16  |

| (M) | Titelverteidiger Ostsachsen |
| (N) | Aufsteiger                  |

Relegationsspiel
| Datum        |                       | Ergebnis |                     |
| ------------ | --------------------- | -------- | ------------------- |
| 16. Mai 1909 | FC Dresdensia Dresden | 3:1      | FK Habsburg Dresden |

## Gau III – Südwestsachsen
| Pl. | Verein                  | Sp. | S | U | N | Tore    | Quote | Punkte |
| --- | ----------------------- | --- | - | - | - | ------- | ----- | ------ |
| 1.  | Mittweidaer FC 1899 (N) | 10  | 8 | 1 | 1 | 033:190 | 1,74  | 17:30  |
| 2.  | Chemnitzer BC (M)       | 10  | 7 | 1 | 2 | 037:220 | 1,68  | 15:50  |
| 3.  | Germania Mittweida      | 9   | 6 | 0 | 3 | 038:190 | 2,00  | 12:60  |
| 4.  | FC Sturm Chemnitz       | 10  | 3 | 0 | 7 | 018:370 | 0,49  | 06:14  |
| 5.  | Mittweidaer BC          | 8   | 2 | 0 | 6 | 014:170 | 0,82  | 04:12  |
| 6.  | Chemnitzer SC           | 9   | 0 | 0 | 9 | 013:390 | 0,33  | 0:18   |

Das Spiel: Sturm Chemnitz vs. Chemnitzer SC, wurde als Niederlage für beide Vereine gewertet.
| (M) | Titelverteidiger Südwestsachsen |
| (N) | Aufsteiger                      |

## Gau IV – Saale
| Pl. | Verein                 | Sp. | S | U | N | Tore    | Quote | Punkte |
| --- | ---------------------- | --- | - | - | - | ------- | ----- | ------ |
| 1.  | Hallescher FC 1896 (M) | 6   | 6 | 0 | 0 | 067:600 | 11,17 | 12:0   |
| 2.  | Hallescher FC Wacker   | 6   | 3 | 0 | 3 | 017:140 | 1,21  | 06:60  |
| 3.  | FC Hohenzollern Halle  | 6   | 3 | 0 | 3 | 031:260 | 1,19  | 06:60  |
| 4.  | SV Cöthen 02 c         | 6   | 0 | 0 | 6 | 003:720 | 0,04  | 0:12   |

| (M) | Titelverteidiger Saale |

## Gau V – Mittelelbe
| Pl. | Verein                | Sp. | S | U | N | Tore    | Quote | Punkte |
| --- | --------------------- | --- | - | - | - | ------- | ----- | ------ |
| 1.  | MFC Viktoria 1896 (M) | 8   | 7 | 1 | 0 | 051:130 | 3,92  | 15:10  |
| 2.  | FuCC Cricket-Viktoria | 8   | 5 | 1 | 2 | 041:120 | 3,42  | 11:50  |
| 3.  | Magdeburger SC        | 8   | 3 | 1 | 4 | 021:290 | 0,72  | 07:90  |
| 4.  | SC Germania-Jahn 1898 | 8   | 2 | 1 | 5 | 018:260 | 0,69  | 05:11  |
| 5.  | FC Weitstoß 1898      | 8   | 1 | 0 | 7 | 011:620 | 0,18  | 02:14  |

| (M) | Titelverteidiger Mittelelbe |

Relegationsspiel
| Datum         |                            | Ergebnis  |                    |
| ------------- | -------------------------- | --------- | ------------------ |
| 13. Juni 1909 | FC Weitstoß 1898 Magdeburg | 2:3 n. V. | FC Preußen 02 Burg |

Somit stieg der FC Preußen 02 Burg auf. Da später beschlossen wurde, die 1. Klasse auf sechs Mannschaften zu vergrößern, verblieb auch der FC Weitstoß Magdeburg in der Klasse.

## Gau VI – Thüringen
Der Gau Thüringen war in dieser Saison in drei Bezirke untergliedert, deren Sieger die Thüringer Meisterschaft und somit auch die Teilnahme an der Mitteldeutschen Endrunde ausspielten. Zur kommenden Spielzeit wurde der Gau dann durch die kleineren Gaue Nordthüringen und Ostthüringen ersetzt.

### 1. Bezirk
| Pl. | Verein                      | Sp. | S | U | N | Tore    | Quote | Punkte |
| --- | --------------------------- | --- | - | - | - | ------- | ----- | ------ |
| 1.  | SC Erfurt 1895 (M)          | 4   | 3 | 1 | 0 | 017:500 | 3,40  | 07:10  |
| 2.  | BC Teutonia 1902 Erfurt     | 4   | 2 | 1 | 1 | 019:800 | 2,38  | 05:30  |
| 3.  | FC Britannia Erfurt         | 5   | 0 | 2 | 3 | 011:230 | 0,48  | 02:80  |
| 4.  | FC Borussia 1905 Erfurt (N) | 5   | 1 | 2 | 2 | 009:200 | 0,45  | 04:60  |

- [ Nur 9 von 12 Spiel-Resultaten sind ermittelt.]

| (M) | Titelverteidiger Thüringen |
| (N) | Aufsteiger                 |

### 2. Bezirk
| Pl. | Verein                     | Sp. | S | U | N | Tore    | Quote | Punkte |
| --- | -------------------------- | --- | - | - | - | ------- | ----- | ------ |
| 1.  | FC Carl Zeiss Jena         | 5   | 5 | 0 | 0 | 033:200 | 16,50 | 10:0   |
| 2.  | BC Vimaria 1903 Weimar (N) | 6   | 2 | 2 | 2 | 011:140 | 0,79  | 06:60  |
| 3.  | SC 1903 Weimar             | 4   | 1 | 1 | 2 | 003:900 | 0,33  | 03:50  |
| 4.  | FV Saalfeld 1906 (N)       | 5   | 0 | 1 | 4 | 002:240 | 0,08  | 01:90  |

| (N) | Aufsteiger |

### 3. Bezirk
Die Vereine aus dem 3. Bezirk wurden zur kommenden Spielzeit komplett den 2. Klassen zugeordnet.
| Pl. | Verein                     | Sp. | S | U | N | Tore    | Quote | Punkte |
| --- | -------------------------- | --- | - | - | - | ------- | ----- | ------ |
| 1.  | FC Germania Mühlhausen (N) | 2   | 2 | 0 | 0 | 008:600 | 1,33  | 04:0   |
| 2.  | FC Wartburg Eisenach (N)   | 2   | 1 | 0 | 1 | 000:000 | 1,00  | 02:20  |
| 3.  | FC 01 Gotha                | 2   | 1 | 0 | 1 | 000:000 | 1,00  | 02:20  |
| 4.  | FC Teutonia Mühlhausen (N) | 2   | 0 | 0 | 2 | 006:800 | 0,75  | 0:40   |

| (N) | Aufsteiger |

### Finalrunde Thüringen
Halbfinale
| Datum                                                                  |                                       | Ergebnis |                                           | Platz               |
| ---------------------------------------------------------------------- | ------------------------------------- | -------- | ----------------------------------------- | ------------------- |
| 14. Februar 1909                                                       | FC Carl Zeiss Jena (Sieger 2. Bezirk) | 3:1      | FC Germania Mühlhausen (Sieger 3. Bezirk) | Cyriaksburg, Erfurt |
| Der SC Erfurt 1895 (Sieger 1. Bezirk), bekam ein Freilos zugesprochen. |                                       |          |                                           |                     |

- Das Halbfinale fand am 14. Februar 1909 statt, Quelle: Jenaische Zeitung vom 17. Februar 1909 – Sportwesen

Finale
| Datum            |                | Ergebnis |                    | Platz            |
| ---------------- | -------------- | -------- | ------------------ | ---------------- |
| 21. Februar 1909 | SC Erfurt 1895 | 7:1      | FC Carl Zeiss Jena | Rennbahn, Erfurt |

- Das Finale fand am 21. Februar 1909 statt, Quelle: Jenaische Zeitung vom 24. Februar 1909 – Sportwesen

## Gau VII – Vogtland
Das Spiel Wettin Plauen vs. Britannia Plauen, wurde als Niederlage für beide Vereine gewertet.
| Pl. | Verein                         | Sp. | S | U | N | Tore    | Quote | Punkte |
| --- | ------------------------------ | --- | - | - | - | ------- | ----- | ------ |
| 1.  | FC Apelles Plauen              | 10  | 9 | 1 | 0 | 047:110 | 4,27  | 19:10  |
| 2.  | 1. Vogtländischer FC Plauen    | 10  | 6 | 1 | 3 | 039:110 | 3,55  | 13:70  |
| 3.  | FV Wettin Plauen (M)           | 10  | 6 | 1 | 3 | 036:170 | 2,12  | 13:70  |
| 4.  | FC Concordia Plauen            | 10  | 3 | 1 | 6 | 022:400 | 0,55  | 07:13  |
| 5.  | FC Germania Plauen d           | 9   | 1 | 0 | 8 | 011:500 | 0,22  | 02:16  |
| 6.  | FC Britannia 1904 Plauen d (N) | 9   | 1 | 0 | 8 | 011:370 | 0,30  | 02:16  |

| (M) | Titelverteidiger Vogtland |
| (N) | Aufsteiger                |

Relegationsspiel
| Datum        |                     | Ergebnis |                  |
| ------------ | ------------------- | -------- | ---------------- |
| 4. Juli 1909 | FC Britannia Plauen | 2:0      | Plauener BC 1905 |

Damit verblieb Britannia Plauen in der 1. Klasse. Da die 1. Klasse zur kommenden Spielzeit auf sieben teilnehmende Vereine erweitert wurde, stieg auch der Plauener BC 1905 in die 1. Klasse auf.

## Harz
Der Harzgau wurde auf Bemühen des SC Thale am 12. September 1908 gegründet. Das offizielle Wirken begann am 1. Oktober 1908. Der Gau wurde ab 8. März 1909 offizielles Mitglied des V.M.B.V., der diesjährige Spielbetrieb fand also noch gesondert statt.
| Pl. | Verein                          | Sp. | S | U | N | Tore    | Quote | Punkte |
| --- | ------------------------------- | --- | - | - | - | ------- | ----- | ------ |
| 1.  | FC Askania Aschersleben         | 6   | 3 | 3 | 0 | 022:120 | 1,83  | 09:30  |
| 2.  | FC Germania Halberstadt         | 9   | 7 | 2 | 0 | 036:900 | 4,00  | 16:20  |
| 3.  | FK Britannia Quedlinburg        | 8   | 2 | 3 | 3 | 012:120 | 1,00  | 07:90  |
| 4.  | SC Thale                        | 8   | 2 | 0 | 6 | 021:240 | 0,88  | 04:12  |
| 5.  | Leopoldshall-Staßfurter BC 1908 | 6   | 1 | 1 | 4 | 009:290 | 0,31  | 03:90  |
| 6.  | Kaufmännischer TV Halberstadt e | 2   | 1 | 1 | 0 | 002:200 | 1,00  | 03:10  |
| 7.  | FC Fortuna Quedlinburg          | 2   | 1 | 0 | 1 | 003:600 | 0,50  | 02:20  |
| 8.  | FC Wacker Halberstadt           | 5   | 1 | 0 | 4 | 008:200 | 0,40  | 02:80  |

Entscheidungsspiel Platz 1
| Datum        |                         | Ergebnis |                         | Ort         |
| ------------ | ----------------------- | -------- | ----------------------- | ----------- |
| 4. Juli 1909 | FC Askania Aschersleben | 2:1      | FC Germania Halberstadt | Quedlinburg |

## Meisterschafts-Endrunde
Die Meisterschafts-Endrunde fand im K.-o.-System statt. Qualifiziert waren die Meister der einzelnen Gaue. Da die Meisterschaft in Nordwestsachsen durch die Annullierung des Finalspiels erst später entschieden wurde, konnte der Meister Nordwestsachsens, der VfB Leipzig, aus zeitlichen Gründen dann nicht mehr an der Mitteldeutschen Endrunde teilnehmen. Mit dem SC Erfurt 1895 gewann zum ersten und einzigen Mal ein Verein aus Erfurt die Mitteldeutsche Fußballmeisterschaft.

### Viertelfinale
| Datum         |                                                      | Ergebnis |                                           | Ort       |
| ------------- | ---------------------------------------------------- | -------- | ----------------------------------------- | --------- |
| 28. März 1909 | Magdeburger FC Viktoria 1896 (Sieger Gau Mittelelbe) | 1:4      | Hallescher FC 1896 (Sieger Gau Saale)     | Magdeburg |
| 9. April 1909 | FC Apelles Plauen (Sieger Gau Vogtland)              | 1:3      | Dresdner SC (Sieger Gau Ostsachsen)       | Plauen    |
| 9. April 1909 | SC Erfurt 1895 (Sieger Gau Thüringen)                | 3:1      | Chemnitzer BC (Sieger Gau Südwestsachsen) | Halle     |

### Halbfinale
| Datum                                |                | Ergebnis |             | Ort     |
| ------------------------------------ | -------------- | -------- | ----------- | ------- |
| 18. April 1909                       | SC Erfurt 1895 | 0:1 f    | Dresdner SC | Leipzig |
| 25. April 1909                       | SC Erfurt 1895 | 7:2      | Dresdner SC | Halle   |
| Hallescher FC 1896 hatte ein Freilos |                |          |             |         |

### Finale
| Datum       |                | Ergebnis |                    | Ort     |
| ----------- | -------------- | -------- | ------------------ | ------- |
| 9. Mai 1909 | SC Erfurt 1895 | 5:4      | Hallescher FC 1896 | Leipzig |